# Wereldkampioenschap rally in 2006
Het Wereldkampioenschap rally in 2006 was de vierendertigste jaargang van het Wereldkampioenschap rally (internationaal het World Rally Championship), georganiseerd door de Fédération Internationale de l'Automobile (FIA).